# Jens Christian Legarth
Jens Christian Wester Bebensee Legarth (27. september 1940 i Aarhus  – 29. juli 1967 på Ring Djursland) var en dansk racerkører og proprietær.
Han blev danmarksmester i 1963. To år senere grundlagde han Ring Djursland, hvor han på tragisk vis omkom under en ulykke i 1967.
Jens Christian Legarth er far til folketingsmedlem Mike Legarth og racerkøreren Pierre Legarth.